# Holothuria tubulosa
Holothurie tubuleuse
Espèce
Statut de conservation UICN

 LC : Préoccupation mineure
L’Holothurie tubuleuse (Holothuria tubulosa) est une espèce de concombres de mer de la famille des Holothuriidés. C'est l'espèce d'holothuries la plus fréquente en mer Méditerranée occidentale.

## Description

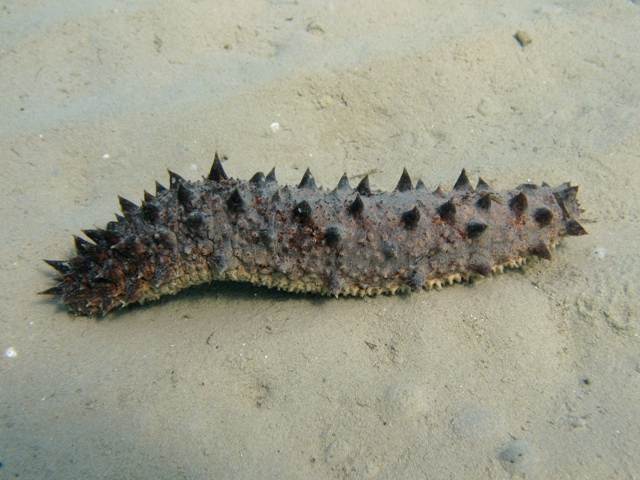
A faible profondeur.

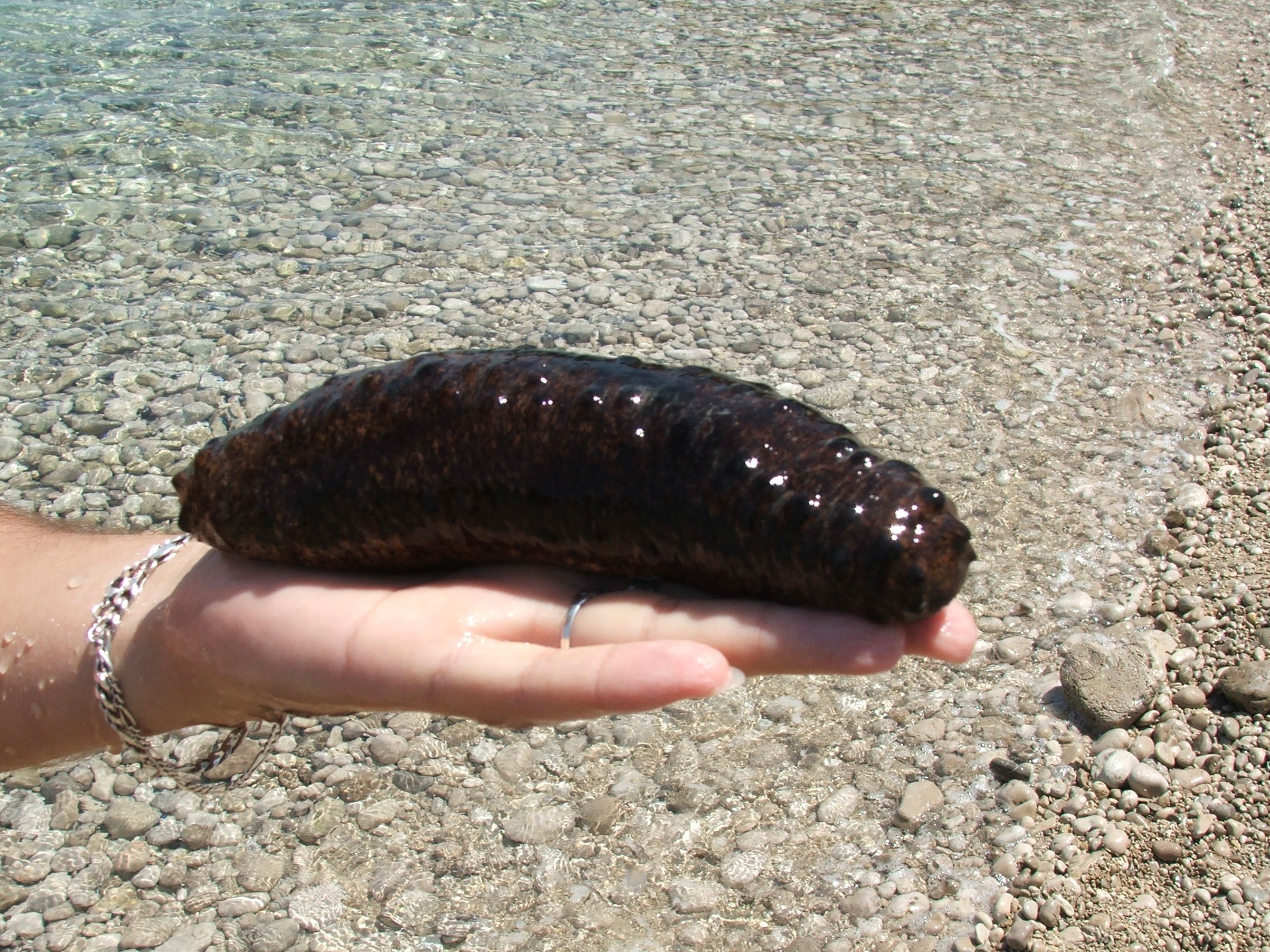
Hors de l'eau, les papilles ne sont plus érigées.

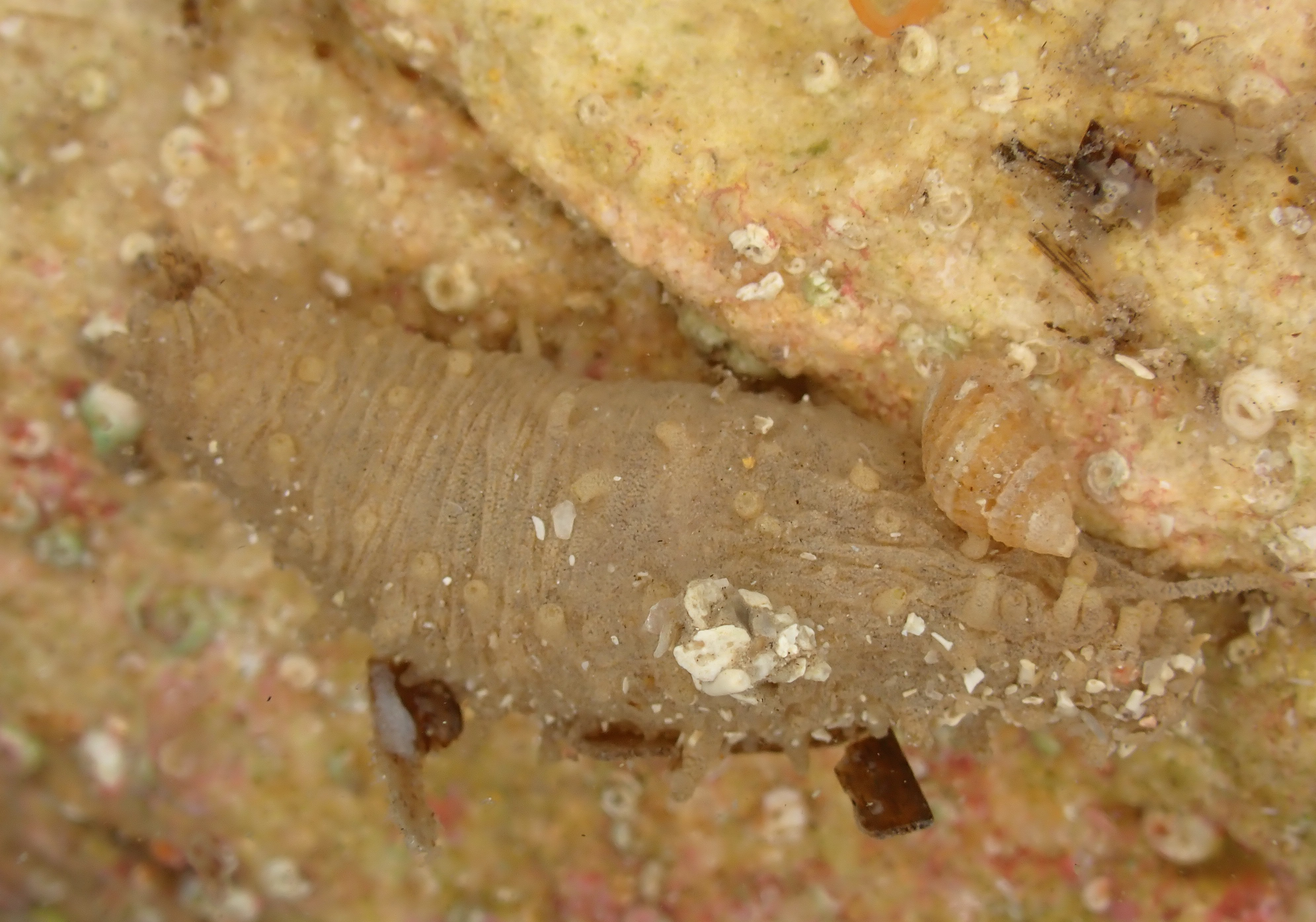
Juvénile d'holothurie tubuleuse

C'est une holothurie cylindrique en forme grossière de concombre, mesurant jusqu'à 40 cm de long pour 6 cm de large. La bouche est située à l’extrémité antérieure, et comporte des tentacules buccaux courts et difficilement visibles, alors que le cloaque est situé à l'autre extrémité.
Sa peau est de couleur brun clair tirant parfois sur le rouge ou le violacé, et il s'y dresse de grosses papilles caractéristiques, grossièrement pointues (mais molles). L'épiderme sécrète un mucus protecteur salissant, que l'animal renouvelle régulièrement. Sa face ventrale est largement tapissée de trois rangées de podia, qui sont les organes de la locomotion. Elle n'a pas de tubes de Cuvier.

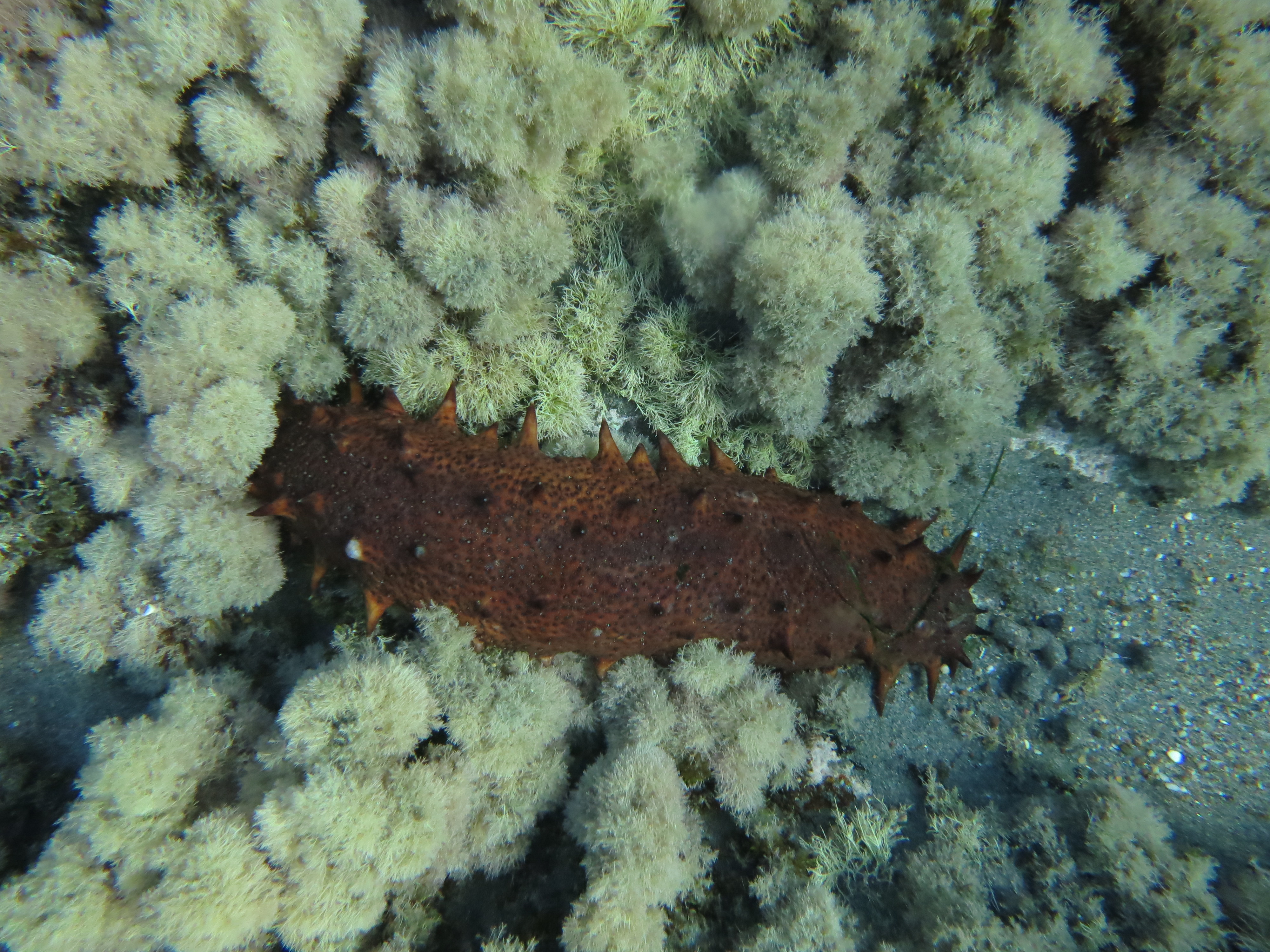
Dans son milieu naturel.
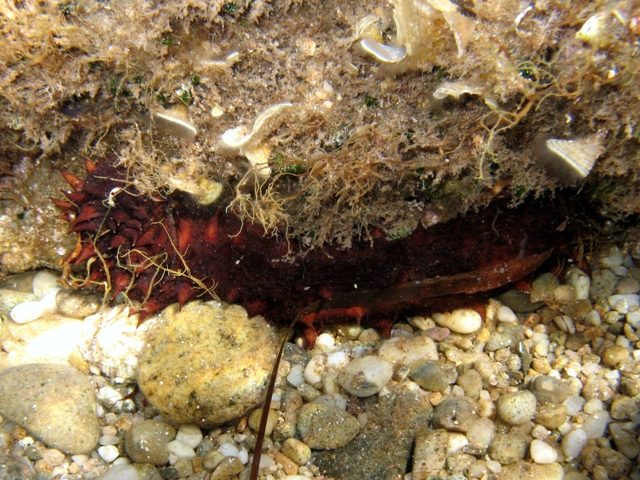
Spécimen corse.
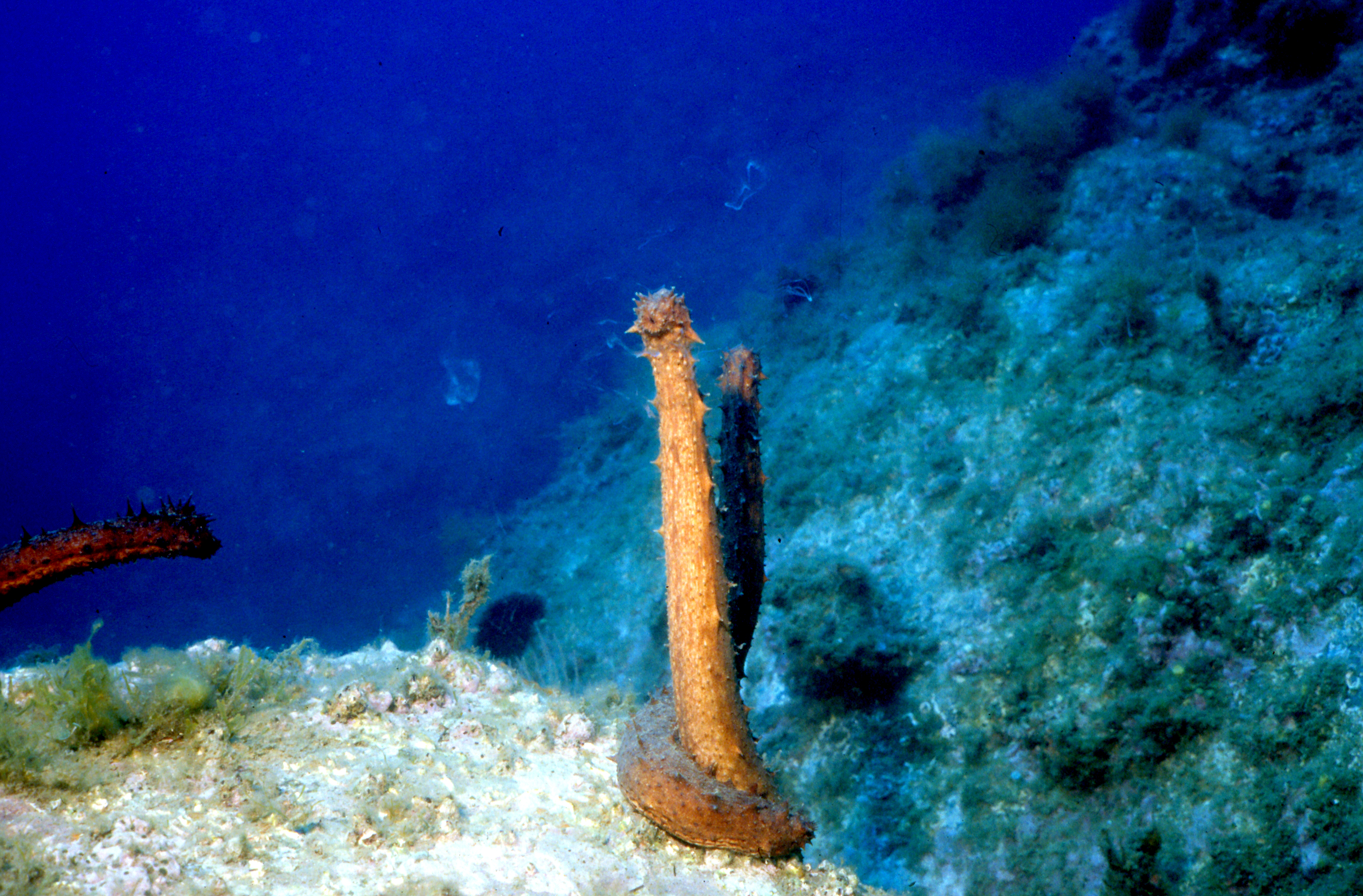
Reproduction.

On risque parfois de la confondre avec ses cousines Holothuria poli (également très commune, mais plus petite et souvent couverte de sédiment), Holothuria forskali (qui possède des tubes de Cuvier, des podia blancs et n'est pas rétractile) et Holothuria sanctori (au tégument rêche). Cette espèce s'en distingue notamment par les gros pédicellaires sur la face ventrale, qui est souvent plus claire. Les deux espèces Holothuria stellati et Holothuria algerensis sont quasiment impossible à distinguer in vivo.

## Habitat et répartition
Cette espèce vit en mer Méditerranée (où elle est le concombre de mer le plus commun) et en Atlantique européen (Golfe de Gascogne). On la trouve sur les fonds sableux ou riches en sédiment et dans les herbiers ; elle se rencontre de la surface à une centaine de mètres de profondeur.

## Écologie et comportement
Comme toutes les holothuries de son ordre, cette espèce se nourrit en ingérant le substrat sableux, qu'elle trie grossièrement et porte à sa bouche à l'aide de ses tentacules buccaux pour en digérer les particules organiques. De la sorte, ces animaux contribuent au recyclage du sédiment : un adulte peut ainsi filtrer plus de 20 kg de sédiment par an.
La reproduction est sexuée, et la fécondation a lieu en été, en pleine eau après émission synchronisée des gamètes mâles et femelles (les holothuries adoptent alors une position érigée caractéristique). La larve évolue parmi le plancton pendant quelques semaines avant de se fixer pour entamer sa métamorphose.